# Sospensione del corpo
Con il termine sospensione del corpo si identifica l'atto di modificare il corpo di una persona in modo da poterlo sollevare grazie ad apparati che vengono temporaneamente inseriti nella pelle della stessa.

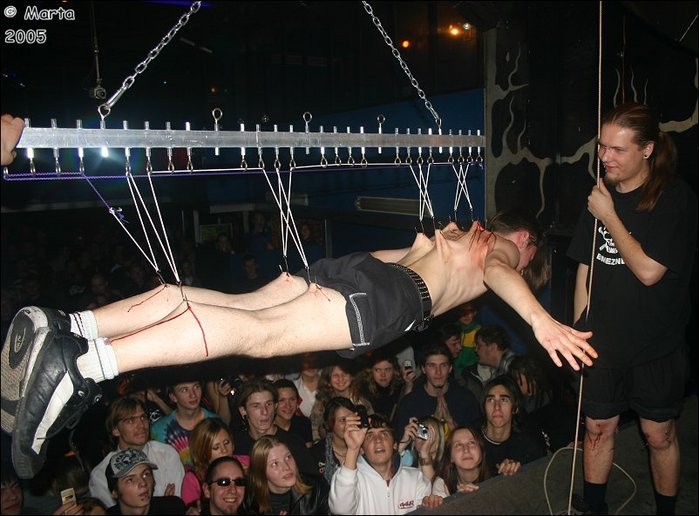
Una sospensione tipo "superman" eseguita con uncini e svolta ad un evento a tema tenutosi a Mosca.

## Metodo

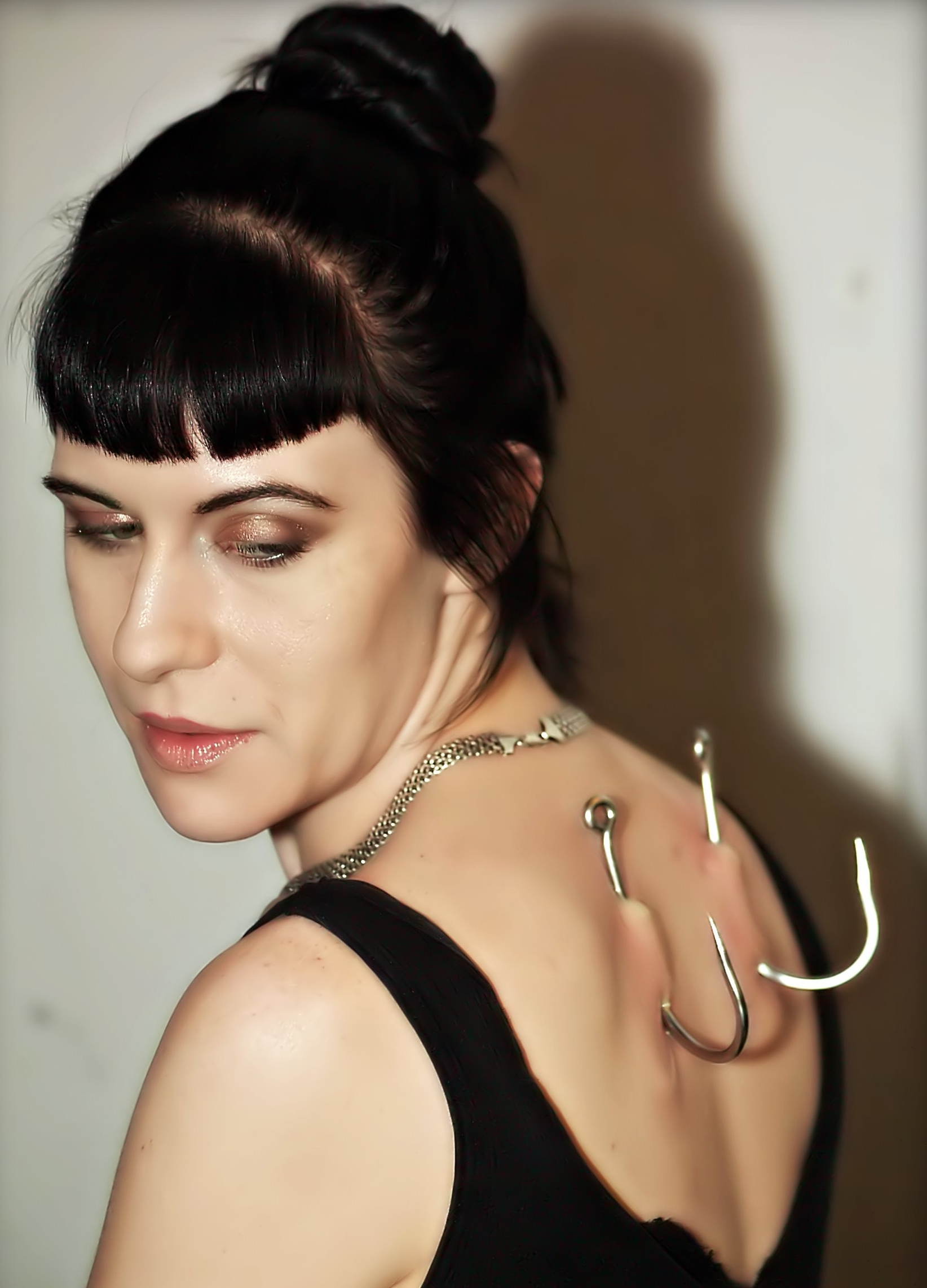
Due uncini inseriti nella schiena di una donna. A questi uncini sarà poi agganciata la catena o la corda con cui effettuare la sospensione.

Si tratta di un processo piuttosto delicato che richiede una certa attenzione nell'essere svolto, per questo, onde evitare ferite che potrebbero anche rivelarsi decisamente serie per la persona sospesa, esso deve essere attuato da professionisti del settore o comunque da individui di comprovata esperienza.
 Spesso tale processo richiede l'opera di più persone, dedicate sia alla preparazione del processo che all'esecuzione dello stesso, la quale spesso richiede una quantità di tempo decisamente inferiore alla fase di preparazione, sebbene comunque esistano casi in cui il soggetto resta sospeso per ore.

La prima fase della preparazione consiste nello studio del corpo della persona da alzare e porre in sospensione in modo da decidere il giusto posizionamento degli uncini con cui perforare la pelle del soggetto per poterlo poi sollevare senza rischi, nonché il loro numero e la loro dimensione. A seconda della posizione in cui il soggetto decide di essere appeso, gli uncini, in diverso numero, possono essere agganciati attorno alle spalle, alle braccia e alla schiena, così come attorno elle ginocchia.

Per riuscire a trovare il giusto numero di unici e il loro giusto posizionamento è necessario avere un minimo di nozioni di geometria ma soprattutto una buona comprensione dell'anatomia e della fisiologia umana, così come della capacità di resistenza della pelle dell'individuo da sospendere. Come è facile immaginare, infatti, se gli uncini sono pochi o sono disposti male, la pelle del soggetto sarà incapace di sostenere il peso del resto del corpo e finirà con lo strapparsi, per questo, la quantità di peso da sostenere destinata a ogni uncino deve essere ugualmente distribuita lungo tutto il corpo.

Per sollevare la persona si utilizzata una macchina simile a un paranco, grazie alla quale si tirano le corde agganciate agli uncini in modo da issare lentamente e con attenzione il soggetto a intervalli di 30-60 centimetri, dopo ognuno dei quali si aspetta che il dondolio del corpo cessi e che questo resti fermo per un determinato periodo di tempo prima di continuare ad issarlo, finché non si arriva alla quota desiderata. Il sollevamento non è comunque sempre operato ad intervalli, infatti alcuni individui preferiscono essere issati più velocemente, arrivando a dondolarsi di proposito.

## Storia

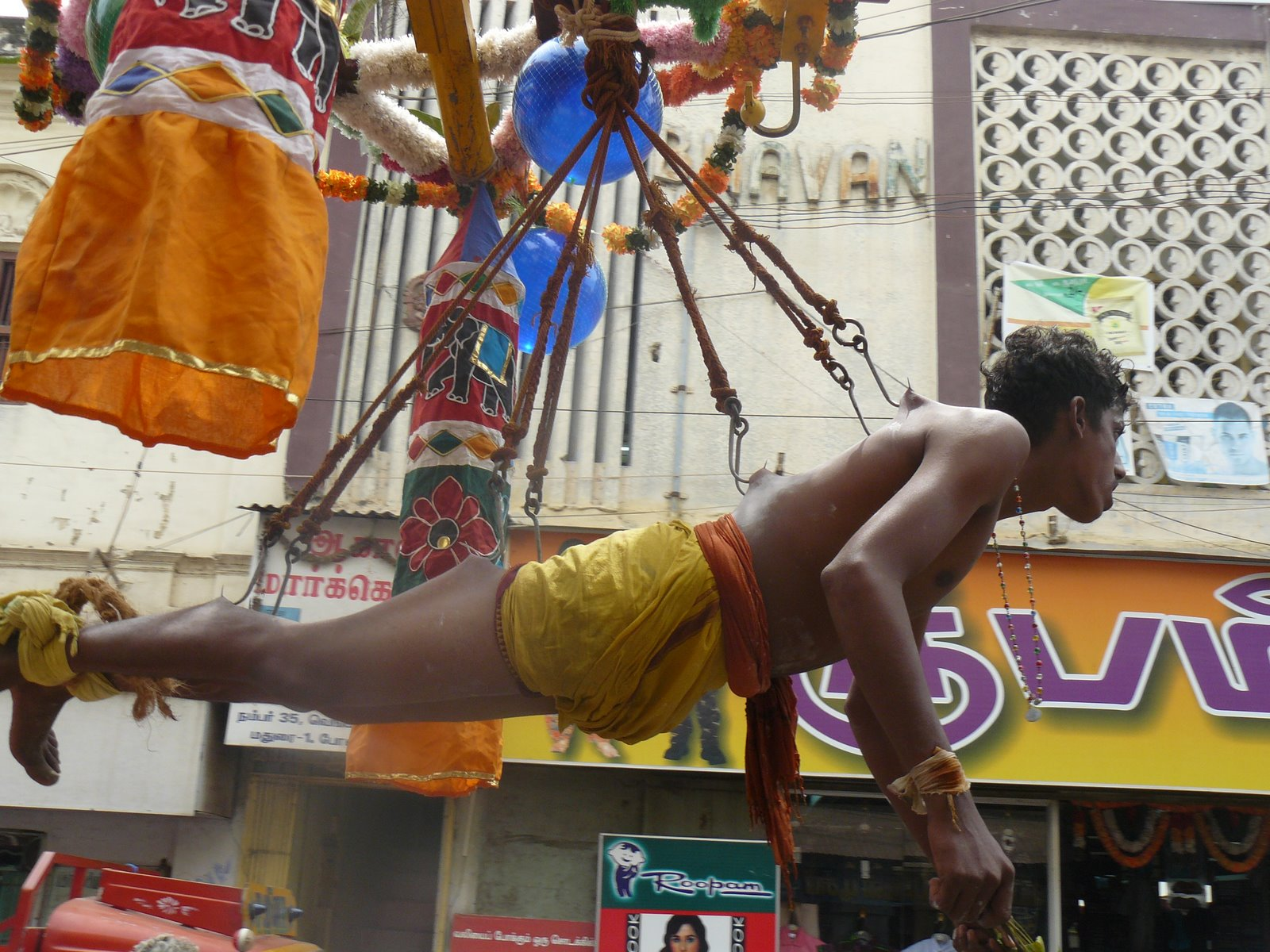
Un ragazzo tamil durante il festival Thaipusam

Le prime notizie di rituali che coinvolgevano la sospensione del corpo risalgono a più di 5 000 anni fa, quando in India, nel corso di un rituale chiamato vel kavadi, peraltro ancora praticato come parte del festival Thaipusam, gli Hindu si appendevano ad uncini per dimostrare la propria devozione al dio Karttikeya, venerato principalmente dalle popolazioni tamil.

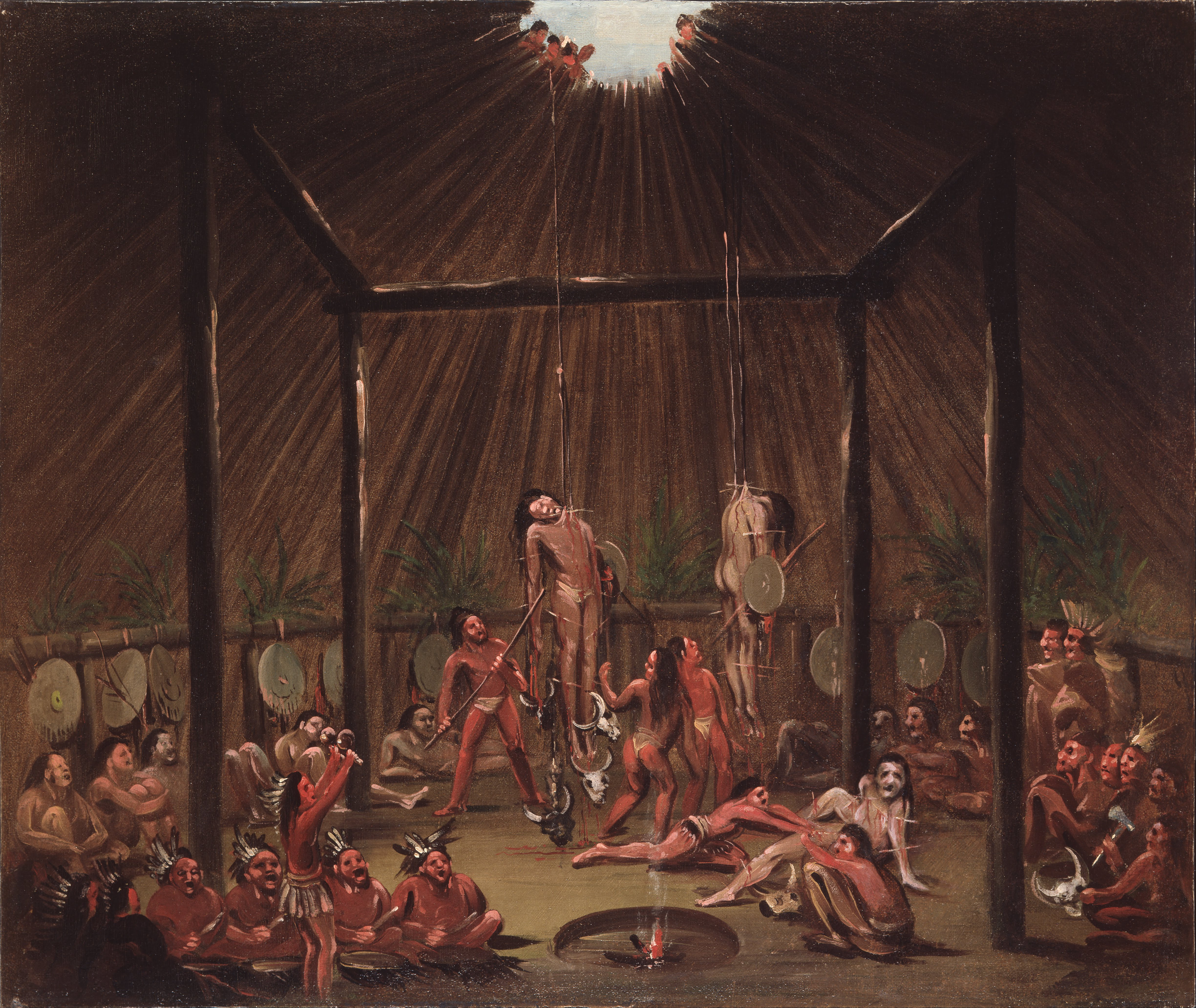
"The Cutting Scene, Mandan O-kee-pa Ceremony" di George Catlin, circa 1832

Storicamente, la cerimonia chiamata Okipa, che include sia la perforazione della pelle che la sospensione dell'individuo, era uno dei rituali più importanti della vita religiosa dei Mandan, una tribù di nativi americani localizzati nell'odierno Dakota del Nord, che un tempo era stanziata lungo i margini di tutto il fiume Missouri settentrionale. Tale, complessa, cerimonia, tipica di questa tribù delle Grandi Pianure, che era correlata alla creazione della Terra e di cui la sospensione del corpo non era che una parte, fu intravista per la prima volta da persone esterne alle tribù nel 1832, quando il pittore George Catlin, su invito del capo Mato-tope, decise di dipingerne alcuni aspetti per metterne a conoscenza l'opinione pubblica statunitense. In una delle fasi dell'Okipa, i giovani della tribù dovevano mostrare la propria forza e il loro coraggio sottoponendosi a diverse prove per guadagnarsi il favore degli spiriti e diventare guerrieri. La prima di queste prove consisteva nel non mangiare, bere e dormire per quattro giorni interi, passati i quali i guerrieri venivano condotti in una capanna e fatti sedere. A questo punto, essi dovevano rimanere sorridenti mentre le loro spalle e i loro petti venivano lacerati e degli spiedi di legno o di osso venivano spinti tra i loro muscoli. Una volta agganciati gli spiedi a delle corde, i giovani venivano issati e lasciati appesi finché non svenivano. Solo dopo essere stati tirati giù da altri maschi della tribù ed essersi risvegliati, i ragazzi avrebbero ricevuto l'approvazione degli spiriti ai quali, inoltre, essi dovevano sacrificare il mignolo sinistro, che veniva loro tagliato con un colpo d'accetta da uno sciamano mascherato.
Le sospensioni del corpo odierne, così come messe in atto dai non-nativi coinvolti nel movimento del Primitivismo Moderno, sono spesso basate sull'imitazione delle opere di Catlin mescolata con creazioni sperimentali e performance artistiche. Tra i più famosi artisti impegnati nella creazione di moderne esperienze di sospensione si possono citare Allen Falkner, che per primo introdusse la sospensione come attività secolare, ossia priva di implicazioni religiose, Stelarc che, tra gli anni 1970 e 1980, si esibì in diverse sospensioni, compresa una tra due grattacieli, e Fakir Musafar (Roland Loomis). Per Stelarc, artista e filosofo cipriota, il corpo umano era un qualcosa di "obsoleto", mentre l'unione di corpo e mezzi (uncini e corde) doveva tendere ad esaltare la potenzialità inespresse dell'individuo, altrimenti represse. L'obiettivo, un po' come accadeva nel popolo Mandan, è la vittoria di ogni sorta di paura fino a raggiungere un nuovo livello di spiritualità.

Tuttavia, secondo diversi psichiatri che hanno studiato il fenomeno, tra cui Rossella Valdrè, psicoanalista della Società Psicoanalitica Italiana, l'autotortura, la frustrazione e l'abuso servono a far sentire queste persone vive e ottenere la dimostrazione di avere il controllo almeno sul proprio corpo: poiché per la psiche il vuoto è intollerabile, meglio un'identità negativa che nessuna identità.

## Tipi di sospensione
Di seguito alcuni dei più popolari tipi di sospensione che differiscono tra loro non solo per la posizione del soggetto sospeso ma anche per il numero e il tipo di uncini utilizzato.

### Petto
In questo di tipo di sospensione, a cui talvolta ci si riferisce chiamandola impropriamente "O-Kee-Pa", gli uncini, solitamente due, vengono inseriti nel petto. Si tratta di un'imitazione di una parte dell'Okipa, la cerimonia dei Mandan precedentemente descritta, che è stata resa popolare sotto tale nome da Fakir Musafar ma che comunque si discosta per molti aspetti dall'originale, primo fra tutti il fatto che gli uncini, usati al posto degli spiedi di legno, in questo caso trapassano la pelle e non passano tra i muscoli come gli spiedi. Per rispetto al popolo Mandan, oggi non ci si riferisce più a questa posizione con il nome di "O-Kee-Pa".

### Coma

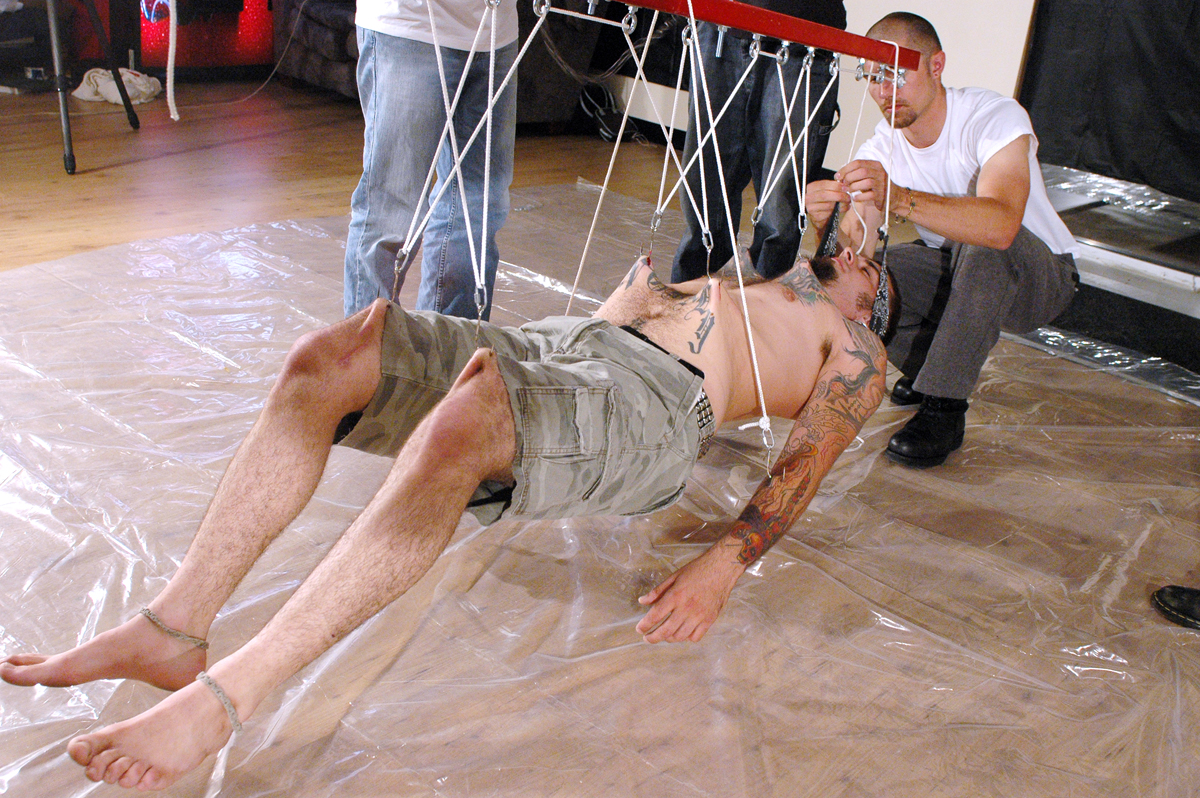
Una sospensione "coma"

Una sospensione di tipo "coma" si ottiene inserendo gli uncini, solitamente doppi, nel petto, nel torso e nelle gambe, in modo che il soggetto venga issato e sospeso a faccia in su, in una posizione supina. Il nome della posizione deriva dal film Coma profondo, in alcune scene del quale si vedono i pazienti in cura sistemati in una speciale stanza e tenuti letteralmente sospesi in aria tramite fili particolari per evitare le piaghe da decubito.

### Ginocchia

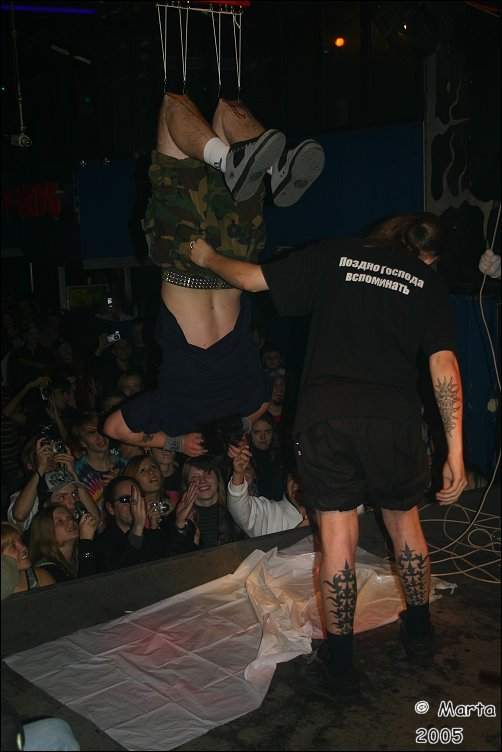
Una sospensione effettuata con uncini nella pelle delle ginocchia

In questo tipo di sospensione gli uncini vengono posizionati nella pelle delle ginocchia e durante il sollevamento il soggetto si ritrova quindi a testa in giù. Talvolta ci si riferisce a questa posizione chiamandola "sospensione Falkner" poiché è Allen Falkner il primo che si ritiene abbia provato questa tecnica in prima persona. Si tratta di uno stile relativamente nuovo, in cui non c'è un vero e proprio metodo standard di posizionamento degli uncini nelle ginocchia, poiché dipende solamente dall'anatomia dell'individuo, ma la cui popolarità è in continua crescita. Si tratta di una delle sospensioni meno dolorose, tuttavia il rovescio della medaglia consiste nel fatto che il mantenimento della posizione capovolta può provocare, dopo un po' di tempo, disorientamento e mal di testa.

### Suicidio
Una sospensione "suicidio" è una sospensione in cui gli uncini sono infilati nella parte alta della schiena e quindi in cui il soggetto viene issato in posizione eretta. Il nome "suicidio" deriva dalla somiglianza tra la persona appesa con gli uncini e una persona che si è impiccata.

### Resurrezione
Una sospensione "resurrezione" si ottiene issando la persona grazie a uncini inseriti, solitamente a coppie, nella pancia. Il nome deriva dal fatto che durante la fase di salita, e anche una volta sospeso, il corpo del soggetto, rivolta a faccia in su, si curva all'indietro, dando l'impressione di qualcuno che risorge dalla morte.

### Crocifisso
Una sospensione "crocifisso" è una variante della sospensione "suicidio", che prevede l'inserimento di uncini anche sulle braccia, in modo che la persona sospesa, con le braccia distese perpendicolari al corpo, appaia come una persona crocifissa.

### Superman
Una sospensione "superman" è l'opposto di una sospensione "coma", quindi gli uncini sono inseriti nella parte posteriore delle gambe e nella schiena, cosicché la persona sospesa sia distesa con la faccia rivolta verso il basso. Il nome deriva naturalmente dalla somiglianza tra questa posizione e quella assunta da Superman durante il volo.

### Altri
Esistono altri tipi di sospensioni che sono sostanzialmente varianti di quelli già citati, ottenute utilizzando uno o più uncini in altre parti del corpo, compresi caviglie, natiche, polpacci e anche la faccia. Aggiungendo due uncini nella parte bassa della schiena a una configurazione "suicidio", si ottiene ad esempio una sospensione chiamata "rinascita", poiché l'appeso si ritrova a faccia in giù in una posizione fetale. Aggiungendo a questa posizione altre uncini nella parte alta e media della schiena, si ha un tale sollevamento della pelle da far ricordare delle ali, da cui il nome della sospensione: "angelo".